# Taça Brasil de Basquete Masculino
A Taça Brasil foi a primeira competição nacional de basquete do país. A competição teve sua primeira edição em 1965, mas foi extinta em 1989, quando deu lugar ao Campeonato Nacional de Basquete.
Durante a disputa da Taça Brasil, as equipes de São Paulo venceram quase que todas as edições do campeonato. Apenas em 1967, quando o Botafogo-RJ se sagrou campeão, e em 1973, vencido pelo Vila Nova-GO, o título não parou nas mãos de um dos representantes do Estado mais rico do país.
Entre 1965 e 1989, ninguém foi mais vezes campeão da Taça Brasil do que o Sírio. A equipe faturou sete títulos, contra cinco títulos de Franca e Monte Líbano.

## Títulos

### Por equipe
| Clube         | Títulos                                          | Vices                                | Terceiro                          | Quarto                      |
| ------------- | ------------------------------------------------ | ------------------------------------ | --------------------------------- | --------------------------- |
| Sírio         | 7 (1968, 1970, 1972, 1978, 1979, 1983 e 1988-89) | 4 (1969, 1971, 1981.II e 1987)       | 1 (1982)                          | 3 (1984-85, 1985-86 e 1986) |
| Franca        | 5 (1971, 1974, 1975, 1980 e 1981.II)             | 5 (1979, 1981, 1982, 1986 e 1988-89) | 3 (1972, 1977 e 1985-86)          | 0                           |
| Monte Líbano  | 5 (1982, 1984-85, 1985-86, 1986 e 1987)          | 0                                    | 2 (1981.II e 1983)                | 0                           |
| Corinthians   | 3 (1965, 1966 e 1969)                            | 5 (1967, 1968, 1970, 1983 e 1985-86) | 2 (1984-85 e 1986)                | 0                           |
| Palmeiras     | 1 (1977)                                         | 2 (1975 e 1978)                      | 1 (1973)                          | 0                           |
| Vila Nova     | 1 (1973)                                         | 1 (1974)                             | 0                                 | 0                           |
| Botafogo      | 1 (1967)                                         | 0                                    | 0                                 | 1 (1968)                    |
| São José      | 1 (1981)                                         | 0                                    | 0                                 | 2 (1982 e 1983)             |
| Vasco da Gama | 0                                                | 3 (1965, 1966 e 1980)                | 5 (1968, 1969, 1970, 1975 e 1979) | 4 (1977, 1978, 1981 e 1987) |
| Flamengo      | 0                                                | 2 (1977 e 1984-85)                   | 1 (1988-89)                       | 1 (1975)                    |
| Fluminense    | 0                                                | 1 (1972)                             | 2 (1974 e 1981)                   | 2 (1973) e (1981.II)        |
| Trianon       | 0                                                | 1 (1973)                             | 0                                 | 1 (1974)                    |
| Minas         | 0                                                | 0                                    | 2 (1966 e 1971)                   | 1 (1972)                    |
| Jóquei        | 0                                                | 0                                    | 2 (1978 e 1980)                   | 1 (1979)                    |
| Rio Claro     | 0                                                | 0                                    | 1 (1987)                          | 1 (1988-89)                 |
| Funcionários  | 0                                                | 0                                    | 1 (1967)                          | 0                           |
| América       | 0                                                | 0                                    | 0                                 | 1 (1966)                    |
| Náutico       | 0                                                | 0                                    | 0                                 | 1 (1967)                    |
| Cruzeiro      | 0                                                | 0                                    | 0                                 | 1 (1969)                    |
| Municipal     | 0                                                | 0                                    | 0                                 | 1 (1970)                    |
| Arapongas     | 0                                                | 0                                    | 0                                 | 1 (1971)                    |
| Ginástico     | 0                                                | 0                                    | 0                                 | 1 (1980)                    |

### Por federação
| Estado                     | Títulos | Vices | 3º lugares | 4º lugares |
| -------------------------- | ------- | ----- | ---------- | ---------- |
| São Paulo                  | 22      | 17    | 10         | 7          |
| Rio de Janeiro / Guanabara | 1       | 6     | 9          | 9          |
| Goiás                      | 1       | 1     | 2          | 1          |
| Minas Gerais               | 0       | 0     | 2          | 2          |
| Ceará                      | 0       | 0     | 0          | 1          |
| Pernambuco                 | 0       | 0     | 0          | 1          |
| Rio Grande do Sul          | 0       | 0     | 0          | 1          |
| Paraná                     | 0       | 0     | 0          | 1          |

## Maior quantidade de participações
| Participações | Equipe                      |
| ------------- | --------------------------- |
| 19            | Vasco da Gama               |
| 17            | Sírio                       |
| 16            | Franca                      |
| 14            | Minas                       |
| 12            | Corinthians                 |
| 11            | Jóquei Clube                |
| 10            | Fluminense                  |
| 9             | Flamengo Ginástico          |
| 8             | Monte Líbano                |
| 7             | Sogipa                      |
| 6             | Unicap                      |
| 5             | Palmeiras Remo Economiários |